# チームタイムトライアル・アイントホーフェン2005
チームタイムトライアル・アイントホーフェン2005は、チームタイムトライアル・アイントホーフェンの第1回のレース。2005年6月19日に行われた。

## 結果
アイントホーフェン 48.6km
|    | チーム名                               | 国籍           | 時間      |
| -- | -------------------------------------- | -------------- | --------- |
| 1  | ゲロルシュタイナー                     | ドイツ         | 53分35秒  |
| 2  | フォナック・ヒアリング・システムス     | スイス         | + 3秒     |
| 3  | チームCSC                              | デンマーク     | + 24秒    |
| 4  | ラボバンク                             | オランダ       | + 51秒    |
| 5  | ディスカバリーチャンネル               | アメリカ合衆国 | + 54秒    |
| 6  | ダヴィタモン・ロット                   | ベルギー       | + 1分20秒 |
| 7  | ドミーナ・ヴァカンツェ                 | イタリア       | + 1分25秒 |
| 8  | イリェス・バレアルス＝ケス・デパーニュ | スペイン       | + 1分40秒 |
| 9  | クレディ・アグリコル                   | フランス       | + 1分42秒 |
| 10 | コフィディス                           | フランス       | + 1分46秒 |